# Chemisches Gleichgewicht
Das chemische Gleichgewicht ist das thermodynamische Gleichgewicht, dem eine Mischung aus miteinander reagierenden chemischen Stoffen im Verlauf der betreffenden chemischen Reaktion zustrebt. Im chemischen Gleichgewicht wird das thermodynamische Potenzial, das auf die betrachtete chemische Reaktion anzuwenden ist, minimal.
- Werden chemische Reaktionen bei konstantem Druck {\displaystyle p} und konstanter Temperatur {\displaystyle T} durchgeführt, also isobar und isotherm, so ist das anzuwendende thermodynamische Potenzial die Gibbs-Energie (freie Enthalpie) {\displaystyle G}.
- Werden chemische Reaktionen wie etwa solvothermale Synthesen bei konstantem Druck {\displaystyle p} und konstantem Volumen {\displaystyle V} durchgeführt, also isobar und isochor, so ist das anzuwendende chemische Potenzial die freie Energie (Helmholtz-Energie) {\displaystyle F}.[2]

Im chemischen Gleichgewicht erscheint die Gesamtreaktion äußerlich betrachtet ruhend; die Reaktionsmischung zeigt also keine Veränderungen mehr, die auf makroskopischer Ebene erkennbar wären. Die äußerlich beobachtbare Reaktionsgeschwindigkeit ist null. Trotzdem laufen die chemischen Reaktionen („Hin“- und „Rückreaktion“) weiterhin ab, und zwar gleich schnell in beide Richtungen (siehe Kinetik (Chemie)). Es handelt sich daher nicht um ein statisches Gleichgewicht, wie es äußerlich betrachtet erscheint, sondern um ein dynamisches Gleichgewicht, d. h. beide Richtungen der Reaktion finden gleichhäufig statt, weshalb die Konzentrationen gleich bleiben.

## Der Gleichgewichtszustand
Eine Reaktionsmischung ändert ihre Zusammensetzung freiwillig in jene Richtung, in der die Entropie von Reaktionsmischung und Umgebung zunimmt (Zweiter Hauptsatz der Thermodynamik). Der Gleichgewichtszustand ist bei jener Zusammensetzung erreicht, bei der die Gesamtentropie von Reaktionsmischung und Umgebung den größten möglichen Wert und das für die chemische Reaktion anzuwendende thermodynamische Potenzial den kleinsten möglichen Wert annimmt. Nähert sich die Zusammensetzung einer Reaktionsmischung im Verlauf einer chemischen Reaktion vom Anfangszustand dem Gleichgewichtszustand, nimmt das für die chemische Reaktion anzuwendende thermodynamische Potenzial ab, bis das chemische Gleichgewicht erreicht ist.
Die Zahl der phänomenologisch beobachtbaren Formelumsätze der Hinreaktion (genauer: der Betrag der Zahl, die erhalten wird, wenn die Zahl der Formelumsätze der Rückreaktion von der Zahl der Formelumsätze der Hinreaktion abgezogen wird) sei {\displaystyle \xi }. Wird eine bei konstantem Druck und konstanter Temperatur durchgeführte Reaktion betrachtet, ist die Gibbs-Energie {\displaystyle G} das anzuwendende thermodynamische Potenzial. Die Änderung der Gibbs-Energie der Reaktionsmischung {\displaystyle \operatorname {d} \!G} pro Änderung der Zahl der Formelumsätze {\displaystyle \operatorname {d} \!\xi } wird in Form partieller Differentialquotienten formuliert, da die Variablen Druck und Temperatur, von denen {\displaystyle G} ebenfalls abhängt, konstant gehalten werden. Wenn sich eine Reaktionsmischung im Verlauf einer chemischen Reaktion dem chemischen Gleichgewicht annähert, gilt:
{\displaystyle \left({\frac {\partial G}{\partial \xi }}\right)_{p,T}<0}
Für den (meist vorliegenden) Fall, dass die Reaktion bei konstanter Temperatur (isotherm) und konstantem Druck (isobar) abläuft und das System keine Arbeit außer eventuell Volumenänderungsarbeit leistet, ist die Bedingung maximaler Entropie des Systems und der Umgebung gleichbedeutend mit der Bedingung minimaler Gibbs-Energie des Systems. Sobald das chemische Gleichgewicht erreicht ist und {\displaystyle G} ein Minimum durchläuft, gilt entsprechend:
{\displaystyle \left({\frac {\partial G}{\partial \xi }}\right)_{p,T}=0}
Die Konzentration der Reaktionspartner im Gleichgewicht wird Gleichgewichtskonzentration genannt. Obwohl Hin- und Rückreaktion beständig ablaufen, also Edukte in Produkte und diese wiederum in Edukte umgewandelt werden, verändern sich im Gleichgewicht die Konzentrationen der Edukte und Produkte nicht. Dies liegt daran, dass im Gleichgewicht die Geschwindigkeiten von Hin- und Rückreaktion genau gleich groß sind, also pro Zeitintervall ebenso viel Edukt zu Produkt wie Produkt von Edukt reagiert.
Liefe die Reaktion über den Gleichgewichtszustand hinaus, würde die Gibbs-Energie des Reaktionsgemisches wieder zunehmen und die Gesamtentropie von Reaktionsmischung und Umgebung wieder abnehmen:
{\displaystyle \left({\frac {\partial G}{\partial \xi }}\right)_{p,T}>0}
Dies wäre ein Verstoß gegen den Zweiten Hauptsatz der Thermodynamik.

## Freie Reaktionsenthalpie
Als freie Reaktionsenthalpie beziehungsweise Gibbs-Reaktionsenthalpie {\displaystyle \Delta _{R}G} bezeichnet man die Summe der freien Bildungsenthalpien {\displaystyle \Delta _{f}G_{i}} über die Anzahl {\displaystyle z} der an der betrachteten Reaktion beteiligten Stoffe {\displaystyle i}, jeweils multipliziert mit deren stöchiometrischen Zahlen {\displaystyle \nu _{i}}:
{\displaystyle \Delta _{R}G=\displaystyle \sum _{i=1}^{z}\left(\nu _{i}\cdot \Delta _{f}G_{i}\right)}
Hierbei ist zu berücksichtigen, dass die stöchiometrischen Zahlen der Ausgangsstoffe konventionsgemäß ein negatives Vorzeichen und die stöchiometrischen Zahlen der Produkte konventionsgemäß ein positives Vorzeichen besitzen.

## Das Massenwirkungsgesetz

### Gleichgewichtskonstante
Im Gleichgewichtszustand ist das Produkt der Konzentrationen der an einer betrachteten Reaktion beteiligten Stoffe potenziert mit den jeweiligen stöchiometrischen Zahlen konstant. Dieses Produkt wird als Gleichgewichtskonstante {\displaystyle K} bezeichnet. {\displaystyle K} wird mittels der dimensionslosen Stoffmengenanteile beziehungsweise der aus diesen erhaltenen Aktivitäten berechnet und ist eine Zahl ohne Einheit. Weiterhin ist {\displaystyle K} temperaturabhängig (siehe van-’t-hoffsche Reaktionsisobare) und für jede Reaktion charakteristisch. Bei homogenen Reaktionen in Lösungen ist {\displaystyle K} auch davon abhängig, in welchem Lösungsmittel die Reaktion abläuft (siehe Lösungsmitteleinfluss). {\displaystyle K} und die durch entsprechende Umrechnung für Molalitäten, Molaritäten oder Partialdrücke erhaltenen Formen der Gleichgewichtskonstante werden durch die freie Reaktionsenthalpie {\displaystyle \Delta _{R}G} bestimmt:
{\displaystyle K=\exp {\biggl (}-{\frac {\Delta _{R}G}{RT}}{\biggr )}}
Entlogarithmieren ergibt entsprechend:
{\displaystyle \Delta _{R}G=-R\cdot T\cdot \ln K}
mit
{\displaystyle R} = Gaskonstante = 8,31447 J·K−1·mol−1
{\displaystyle K}= dimensionslose Gleichgewichtskonstante (mit relativen Aktivitäten definiert)
{\displaystyle T} = absolute Temperatur in Kelvin
Häufig wird das Massenwirkungsgesetz mit Molaritäten, also volumenbezogenen Stoffmengenkonzentrationen, formuliert. Die in diesem Fall resultierende Gleichgewichtskonstante {\displaystyle K_{c}} kann eine Dimension und damit eine Einheit besitzen. Das Massenwirkungsgesetz wird zum Beispiel für die Reaktion (mit hinreichend kleinen Teilchenwechselwirkungen)
{\displaystyle \mathrm {\alpha \,A+\beta \,B\ \rightleftharpoons \ \gamma \,C+\delta \,D} }
wie folgt formuliert (die stöchiometrischen Zahlen der Ausgangsstoffe haben konventionsgemäß ein negatives Vorzeichen):
{\displaystyle K_{c}=c(\mathrm {A} )^{\mathrm {\alpha } }\cdot c(\mathrm {B} )^{\mathrm {\beta } }\cdot c(\mathrm {C} )^{\mathrm {\gamma } }\cdot c(\mathrm {D} )^{\mathrm {\delta } }={\frac {c(\mathrm {C} )^{\mathrm {\gamma } }\cdot c(\mathrm {D} )^{\mathrm {\delta } }}{c(\mathrm {A} )^{\left\vert {\mathrm {\alpha } }\right\vert }\cdot c(\mathrm {B} )^{\left\vert \mathrm {\beta } \right\vert }}}}

### Gleichgewichtslage
Die Lage eines Gleichgewichts – und damit die Gleichgewichtskonstante – ist durch die Reaktionsbedingungen Temperatur, Druck und Stoffmengenkonzentration festgelegt:
- Ist die Gleichgewichtskonstante sehr groß {\displaystyle (K_{c}\gg 1)}, liegen im Gleichgewicht hohe Konzentrationen an Produkten vor. Man sagt dann: „Das Gleichgewicht liegt auf der Seite der Produkte“.
- Ist die Gleichgewichtskonstante sehr klein {\displaystyle (K_{c}\ll 1)}, liegen im Gleichgewicht hohe Konzentrationen an Edukten vor. Man sagt dann: „Das Gleichgewicht liegt auf der Seite der Edukte“.

Die Gleichgewichtskonstante sagt etwas darüber aus, auf welcher Seite der chemischen Gleichung sich das Gleichgewicht befindet: Eine Zunahme der Gleichgewichtskonstante {\displaystyle K_{c}} bedeutet eine Verschiebung des Gleichgewichts auf die Seite der Produkte, eine Abnahme von {\displaystyle K_{c}} bedeutet eine Verschiebung des Gleichgewichts auf die Seite der Edukte.

## Entropie in Reaktionen
Ob eine Reaktion von den Edukten in Richtung der Produkte verläuft (und wie weit), das hängt davon ab, ob sich dabei die Entropie erhöht. Das ist z. B. bereits dann der Fall, wenn sich ein gasförmiges Produkt über einen größeren Raum ausbreiten kann. Es zählt aber nicht nur die Entropieänderung {\displaystyle \Delta _{R}S} der reagierenden Komponenten. Im Verlauf einer Reaktion wird meist auch Wärme (Reaktionsenthalpie {\displaystyle \Delta _{R}H}) mit der Umgebung ausgetauscht und dies bewirkt dort ebenfalls eine Entropieänderung: Dividiert man die Gibbs-Helmholtz-Gleichung
{\displaystyle \Delta _{R}G=\Delta _{R}H-T\cdot \Delta _{R}S}
durch die absolute Temperatur {\displaystyle T}, dann erhält man einen Zusammenhang zwischen drei Größen mit der Dimension einer Entropie (J/K):
{\displaystyle {\frac {\Delta _{R}G}{T}}={\frac {\Delta _{R}H}{T}}-\Delta _{R}S}
{\displaystyle {\tfrac {\Delta H_{R}}{T}}} ist dem Betrag nach die Entropieänderung der Umgebung, die die Reaktionsenthalpie {\displaystyle \Delta _{R}H} aufgenommen oder abgegeben hat. Dass ein negatives {\displaystyle {\tfrac {\Delta _{R}G}{T}}} einer Netto-Zunahme der gesamten Entropie entspricht, liegt an den Vorzeichen, die sich am reagierenden System orientieren: Gibt dieses z. B. Wärme ab, dann wird {\displaystyle \Delta _{R}H} negativ gerechnet und der Beitrag zu {\displaystyle {\tfrac {\Delta _{R}G}{T}}} ist ebenfalls negativ (Aber in der Umgebung nimmt die Entropie um den gleichen, positiven Betrag zu). Ist außerdem die Entropieänderung des reagierenden Systems {\displaystyle \Delta _{R}S} positiv, dann erhält man durch das Minuszeichen in der Gleichung einen weiteren negativen Beitrag. Die Reaktion läuft, solange {\displaystyle G} abnimmt oder {\displaystyle (\partial G/\partial \xi )_{p,T}} negativ ist. Im Minimum der Gibbs-Energie/Freien Enthalpie {\displaystyle G} der Reaktionsmischung befinden sich dann Hin- und Rückreaktionen im Gleichgewicht.

## Einfluss eines Katalysators

Profil der Gibbs-Energie im Verlauf einer Elementarreaktion mit nichtkatalytischem und katalytischem Reaktionsweg. „ÜZ“ steht für Übergangszustand, „Kat“ für Katalysator. und sind die freien Aktivierungsenthalpien der nichtkatalysierten und der katalysierten Hinreaktion, ist die freie Reaktionsenthalpie der Hinreaktion.

Ein Katalysator beschleunigt bzw. verlangsamt Hin- und Rückreaktion auf die gleiche Weise. Er verändert damit nicht die Gleichgewichtskonzentrationen der Edukte und Produkte, bewirkt aber, dass sich der Gleichgewichtszustand schneller einstellt. Die Funktion eines Katalysators beruht auf der Eröffnung eines neuen Reaktionsweges, der über andere Elementarreaktionen läuft als die unkatalysierte Reaktion. An diesen Elementarreaktionen ist der Katalysator zwar selbst beteiligt, jedoch verlässt er selbst den Vorgang (chemisch) unverändert. Den Einfluss eines Katalysators erkennt man bei der Betrachtung des Reaktionsprofils. Er setzt die Aktivierungsenergie herab.

## Störung des Gleichgewichtes – Prinzip von Le Chatelier
Wird ein chemisches Gleichgewicht durch Änderung von Zustandsgrößen gestört, dann laufen solche Prozesse ab, die die Reaktionsmischung wieder in den durch das Massenwirkungsgesetz definierten Gleichgewichtszustand versetzen. Konzentrationsänderungen beziehungsweise Änderungen von Stoffmengen durch Zugabe oder Entfernen von am Gleichgewicht beteiligten Stoffen führen zu keiner Änderung des Gleichgewichtszustands. Dies kann zur Erhöhung präparativer Ausbeuten chemischer Reaktionen ausgenutzt werden: Ein gewünschtes Produkt wird beispielsweise durch azeotrope Destillation kontinuierlich aus dem Reaktionsgemisch entfernt, so dass dieses gleichfalls kontinuierlich nachgebildet wird. Änderungen des Druckes, des Volumens oder der Temperatur führen hingegen zu einer Verschiebung des Gleichgewichts; auch in diesem Fall laufen Prozesse ab, die das reagierende System in den neuen Gleichgewichtszustand überführen.

## Beispiele
- Calcit-Ausfällung
- Ammoniak-Synthese (Haber-Bosch-Verfahren)
- Chlor-Herstellung nach dem Deacon-Verfahren
- Synthese von Estern

## Erweiterung auf elektrochemische Gleichgewichte
Für Redoxreaktionen (bei denen zwischen Elektroden eine Spannung anliegt), beschreibt das Elektrochemische Gleichgewicht die Stoffzusammensetzung der Zelle, die von der angelegten Spannung abhängt. Es gilt folgender Zusammenhang:
{\displaystyle \Delta G^{\circ }=(\varepsilon _{\text{I}}^{\circ }-\varepsilon _{\text{II}}^{\circ })\cdot F}
mit
- der Zahl {\displaystyle z} der ausgetauschten Elektronen
- der Faraday-Konstante {\displaystyle F} = 96 485,3399 C/mol (nicht zu verwechseln mit der freien Energie bzw. Helmholtz-Energie, die mit demselben Formelzeichen versehen ist)
- dem Normalpotential {\displaystyle \varepsilon ^{\circ }} einer Redox-Teilreaktion.

Für eine elektrochemische Redoxreaktion ergibt sich die freie Enthalpie aus der umgesetzten Stoffmenge n (üblicherweise in mol angegeben), der Faraday-Konstanten und der Potentialdifferenz {\displaystyle \Delta E}:
{\displaystyle \Delta G=-n\cdot F\cdot \Delta E}
Energie wird so lange geliefert, bis das elektrochemische Gleichgewicht erreicht ist: